# St. Martin (Sankt Martin, Pfalz)
Die römisch-katholische Filial- und Wallfahrtskirche St. Martin ist ein Bauwerk in der Ortsgemeinde Sankt Martin. Sie steht unter Denkmalschutz und gehört zum Bistum Speyer.

## Lage
Das Bauwerk befindet sich in der örtlichen Kirchstraße. Es ist Teil der Denkmalzone Ortskern. Etwa hundert Meter weiter südlich verläuft der Kropsbach.

## Geschichte
Der heilige Martin von Tours ist Patron der Kirche. Die einzelnen Gebäudeteile wurden in der Zeitspanne vom 12. bis zum 19. Jahrhundert errichtet. Die Kirche diente unter anderem als Grablege für die vor Ort lebenden Mitglieder des Adelsgeschlechts Dalberg. Bis Ende 2015 war die Kirche Pfarrkirche.

## Architektur
Die Turmuntergeschosse sind stilistisch der Romanik zuzurechnen. Die Obergeschosse und das mit 1488 bezeichnete Portal sind spät- beziehungsweise neugotisch gehalten. Das mit 1779 bezeichnete spätbarocke Langhaus wurde von 1889 bis 1892 durch den Neustadter Architekten Wilhelm Schulte I gotisierend verändert.

## Inneneinrichtung

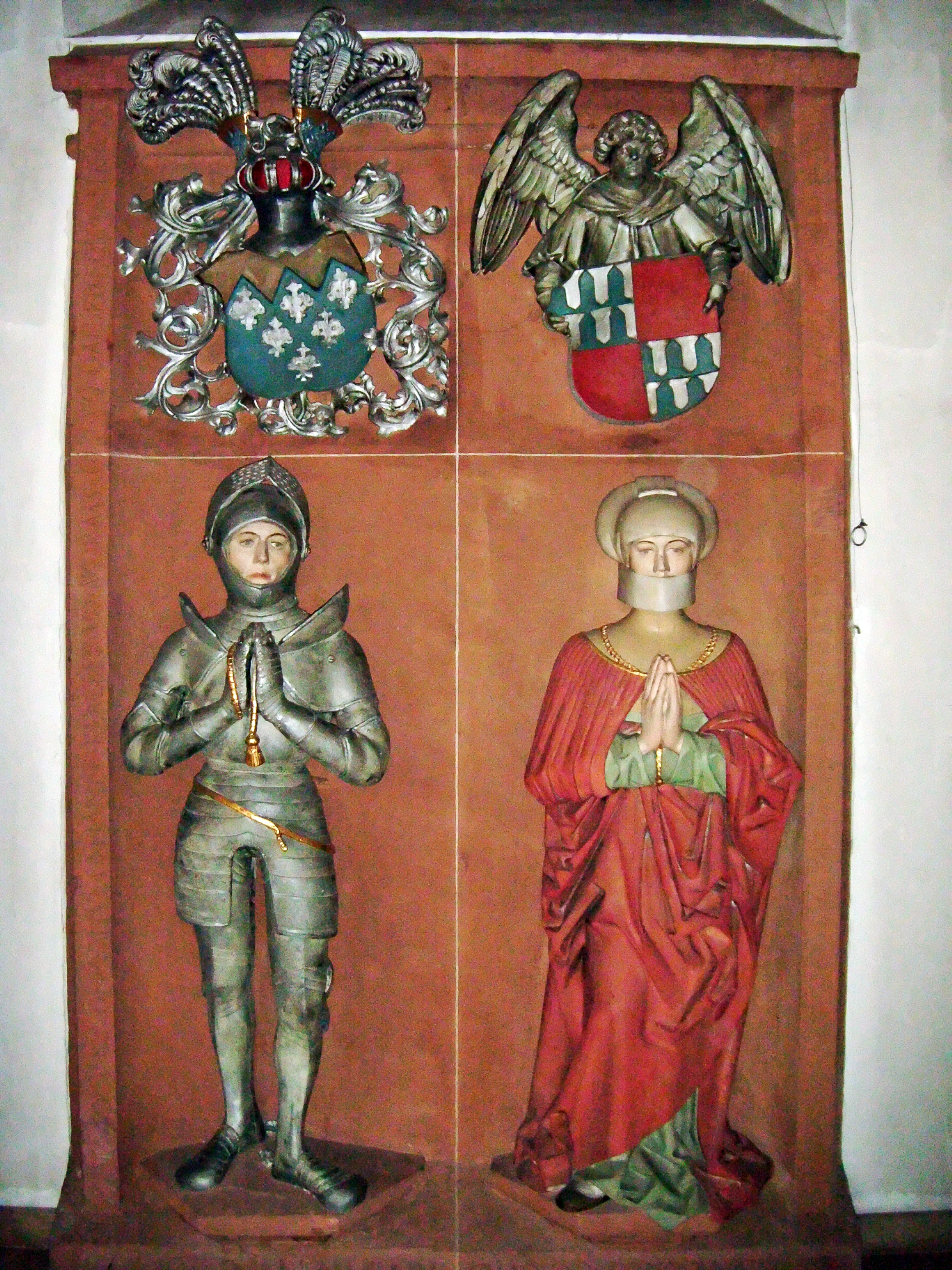
Grabfiguren von Johann XXII. Kämmerer von Worms, dem Burgherrn der nahen Kropsburg, und seiner Gattin Katharina von Cronberg

Neben einem spätgotischen Netzgewölbe im Chor birgt das Gotteshaus weitere gotische Ausstattungsteile, so die Grabskulpturen des Johann XXII. Kämmerer von Worms (1454–1531) und seiner Gattin Katharina von Cronberg (~1465–1510). Beide sind mit einer UNESCO-Plakette versehen.

## Brauchtum
Zur Kirche findet jährlich zum Martinstag eine Wallfahrt statt.